# 5730 Yonosuke
5730 Yonosuke eller 1988 TP1 är en asteroid i huvudbältet som upptäcktes den 13 oktober 1988 av den japanska astronomen Yoshiaki Oshima vid Gekko-observatoriet. Den är uppkallad efter den japanske astronomen Yonosuke Nakano.
Asteroiden har en diameter på ungefär 8 kilometer.